# Nuevo dólar taiwanés
El nuevo dólar (en chino tradicional: 新臺幣 o 新台幣; chino simplificado: 新台币; pinyin: Xīntáibì) es la moneda de curso legal de la República de China, circulando además en los territorios bajo su soberanía, las Islas Pescadores, Kinmen, Matsu y Pratas desde 1949. Originalmente fue emitido por el Banco de Taiwán, y actualmente es emitido por el Banco central de la República de China) desde el año 2000. Su código ISO 4217 es TWD y se abrevia como NT.

## Etimología
La forma china para referirse al nuevo dólar (新臺幣 o 新台幣, que significa literalmente “nuevo dinero de Taiwán”) se utiliza para las operaciones bancarias y otros contratos legales en los que es necesario evitar posibles ambigüedades, o cuando se habla sobre cambio de divisas o de otras monedas también denominadas en dólares.
En lenguaje coloquial, al dólar se le conoce como “yuan”. En Taiwán, el carácter para el yuan se puede escribir de dos formas: la formal , 圓, y la coloquial, 元. Los hablantes del dialecto mandarín se refieren a él como kuài (塊), que literalmente significa “dinero”. En general, “yuan” se utiliza más al escribirlo, y "kuài" al hablarlo.
En inglés se abrevia como NT, NT$, o NTD, mientras que la abreviatura TWD se utiliza más en el contexto del cambio de divisas. Las divisiones del dólar normalmente no se usan, ya que en la práctica todos los productos tienen su precio en cantidades enteras de dólares.

## Historia
La primera emisión del nuevo dólar fue el 15 de junio de 1949 para sustituir al antiguo dólar taiwanés con una tasa de cambio de 40.000 dólares por 1 nuevo dólar. La principal meta de este nuevo dólar fue terminar con la hiperinflación que sufría Taiwán y China durante la guerra civil china. Unos meses después, el gobierno de la República de China bajo el mandato del Kuomintang, fue derrotado por los comunistas chinos y retirados a Taiwán.
Aunque el dólar de Taiwán era una moneda de facto, durante años el antiguo yuan chino seguía siendo la moneda oficial de la República de China. Este yuan era una moneda fiduciaria (法幣), aunque se desligó del valor de la plata durante la II Guerra Mundial. De hecho, muchos antiguos estatutos de la República de China tienen en su contenido denominaciones con yuanes.
De acuerdo con la regulación sobre la tasa de cambio entre nuevos dólares taiwaneses y la moneda fiduciaria en la República de China, la tasa de cambio se fijó en 3 TWD por 1 yuan de plata y nunca se cambió a pesar de las décadas de inflación. A pesar de que el yuan de plata era la principal moneda de curso legal, era imposible comprarla, venderla o usarla, por lo que no existía de cara al público.
En julio de 2000 el nuevo dólar se estableció como moneda oficial de la República de China sustituyendo al yuan de plata. Al mismo tiempo, el Banco de China, conocido como Banco Central de la República de China (Taiwán) empezó a emitir billetes denominados en nuevos dólares y los antiguos billetes del Banco de Taiwán se retiraron de la circulación.

## Monedas
| Denominación | Emisión | Metal    | Metal    | Forma    | Diámetro (mm) | Peso (g) | Anverso                                                       | Reverso                         |
| Denominación | Emisión | Anillo   | Centro   | Forma    | Diámetro (mm) | Peso (g) | Anverso                                                       | Reverso                         |
| ------------ | ------- | -------- | -------- | -------- | ------------- | -------- | ------------------------------------------------------------- | ------------------------------- |
| ½ Dólar      | 1981    | Cu+Ni+Al | Cu+Ni+Al | Circular | 18,10         | 3,00     | Flor de cerezo - año de acuñación según el calendario Minguo  | Valor facial                    |
| 1 Dólar      | 1981    | Cu+Ni+Al | Cu+Ni+Al | Circular | 20,00         | 3,80     | Chiang Kai-shek - año de acuñación según el calendario Minguo | Valor facial                    |
| 1 Dólar      | 1981    | Cu+Ni+Al | Cu+Ni+Al | Circular | 20,00         | 3,80     | Chiang Kai-shek - año de acuñación según el calendario Minguo | 1 - 圓壹                        |
| 5 Dólares    | 1981    | Cu+Ni    | Cu+Ni    | Circular | 22,00         | 4,40     | Chiang Kai-shek - año de acuñación según el calendario Minguo | 5 - 圓伍                        |
| 10 Dólares   | 1981    | Cu+Ni    | Cu+Ni    | Circular | 26,00         | 7,40     | Chiang Kai-shek - año de acuñación según el calendario Minguo | Valor facial - Ramas de cerezo  |
| 20 Dólares   | 2001    | Cu+Al+Ni | Cu+Ni    | Circular | 26,90         | 8,50     | Mona Rudao - año de acuñación según el calendario Minguo      | 20 圓 - Embarcaciones           |
| 50 Dólares   | 2002    | Cu+Al+Ni | Cu+Al+Ni | Circular | 28,00         | 10,10    | Sun Yat-sen - año de acuñación según el calendario Minguo     | 50 圓 - 五十 - Espigas de arroz |

## Billetes
Actualmente circula la quinta serie de billetes emitida en 1999. 
Los billetes de NT$200 y NT$2000 rara vez se utilizan.
| Imagen | Denominación | Color predominante | Dimensiones | Descripción del anverso    | Descripción del reverso          |
| ------ | ------------ | ------------------ | ----------- | -------------------------- | -------------------------------- |
|        | 100 Dólares  | Rojo               | 145 × 70 mm | Sun Yat-sen                | Edificio Chung-Shan              |
|        | 200 Dólares  | Verde              | 150 × 70 mm | Chiang Kai-shek            | Palacio Presidencial en Taipéi   |
|        | 500 Dólares  | Marrón             | 155 × 70 mm | Jóvenes jugando al béisbol | Ciervo sica y Monte Dabajian     |
|        | 1000 Dólares | Azul               | 160 × 70 mm | Estudiantes                | Faisán de Mikado y Monte Yu Shan |
|        | 2000 Dólares | Violeta            | 165 × 70 mm | Satélite FORMOSAT-1        | Salmón de Formosa y Monte Nanhu  |